# Asila Wardak
Asila Wardak es una activista por los derechos humanos y derechos de la mujer y exdiplomática afgana, que fue la primera mujer afgana elegida como miembro de la Comisión Independiente de Derechos Humanos de la Organización de la Cooperación Islámica (OCI).

## Trayectoria
Wardak es una de las cofundadoras de la Red de Mujeres Afganas. Se desempeñó como Ministra Consejera en la Misión de Afganistán ante las Naciones Unidas.También trabajó como jefa de la cuestión de los derechos humanos en el Ministerio de Asuntos Exteriores de Afganistán.
El 7 de julio de 2019, Wardak asistió a las conversaciones del Diálogo Intraafgano en Doha como miembro del Alto Consejo de Paz de Afganistán. Wardak también recibió amenazas violentas en 2019 debido a su activismo.
En 2020, Wardak fue miembro del consejo asesor de Mina's List, una organización dedicada a la participación política y la igualdad de las mujeres.

## Reconocimientos
Wardak es becaria del Instituto Radcliffe de Harvard 2022-2023 y becaria Robert G. James Scholar especializada en prácticas políticas. El 28 de julio de 2022, Wardak apareció junto al Secretario de Estado de los EE. UU., Antony J. Blinken, Rina Amiri, la Presidenta del Instituto de Paz de los EE. UU., Lisa Grande, Palwasha Hassan y la investigadora de la Brookings Institution, Naheed Sarabi, en el evento "Involucrar a las mujeres afganas y a la sociedad civil en la formulación de políticas de los EE. UU.: el lanzamiento del Mecanismo Consultivo entre los EE. UU. y Afganistán", que marcó el lanzamiento del Mecanismo Consultivo entre los EE. UU. y Afganistán (USACM).